# Står på en alpetop
"Står på en alpetop" er en sang af den danske gruppe Shu-bi-dua og er fra deres første album, Shu-bi-dua. Melodien er taget fra Seals and Crofts' 70'er-nummer "Standin' on a Mountain Top", og sangen handler om en yngre mand, der kraftigt tilskyndet af sin mor, er steget helt til tops i karrieren. "Nu har jeg nået toppen mor, brrr hvor er her skidekoldt, ja jeg har nået toppen mor, nu må du da være stolt"; men manden trives ikke på øverste trin, for "hva' fa'en sku' jeg egentlig her?", spørger han frustreret.
Teksten er dobbelttydig ved på den ene side at handle om stræberi i arbejdslivet, på den anden side kan den også forstås helt bogstaveligt som en mand, der har besteget en tinde i Alperne og mærker ensomheden og kulden på bjergtoppen. Michael Hardinger har beskrevet sangen som en kommentar til karriereræset i samfundet og har nævnt, at sangen læner sig delvist op ad Seals & Crofts' original. Tekststrukturen i "Står på en alpetop" hører til de mere simple blandt Shu-bi-duas numre, idet både første vers og omkvædet gentages hele sangen igennem.

## Udgivelsen
"Står på en alpetop" var det først nummer i bandets karriere, hvor Michael Hardinger indtog rollen som forsanger. Derudover medvirkede den berømte violinistlegende Svend Asmussen på instrumentalsolo. Nummeret udkom som LP-single i 1974 og havde "Små blå mænd" som B-side. "Står på en alpetop" regnes blandt Shu-bi-duas helt store hits og har været spillet af bandet stort set gennem alle årene; for sidste gang i 2011.

## Medvirkende
- Michael Hardinger: Sang, guitar
- Michael Bundesen: Kor
- Paul Meyendorff: Guitar, kor
- Jens Tage Nielsen: Klaver, el-orgel, kor
- Bosse Hall Christensen: trommer
- Niels Grønbech: Bas

### Øvrige medvirkende
- Svend Asmussen: violin

## Shu-bi-dua Goes Flat
I 1999 blev der lavet en cd-single med titlen Shu-bi-dua Goes Flat, der bestod af tre remix-versioner af "Står på en alpetop". Det første spor på singlen "Shu-bi-dua Goes Flat (Radio Version)", er den mest kendte af de tre.